# Ca l'Escolà (Sant Pere de Ribes)
Ca l'Escolà és una masia de Sant Pere de Ribes, Garraf, protegida com a bé cultural d'interès local.

## Descripció
Està situada a llevant del cap de municipi, a la banda oest de la riera de Jafre. És un edifici de planta en forma de "L" que es compon de diversos cossos. El principal consta de planta baixa i pis i té la coberta a dues vessants amb el carener paral·lel a la façana. S'hi accedeix per un portal d'arc de mig punt adovellat. A la façana de garbí hi ha adossat un cos de planta baixa i pis amb la coberta plana habilitada com a terrassa. La seva façana de mestral té un finestral d'arc pla arrebossat amb sortida a un balcó, sobre el qual hi ha un nivell descobert des del qual s'accedeix a la terrassa. La façana de gregal del volum principal té adossat un cos d'un sol nivell d'alat obert amb petites finestres, a mode d'espitllera. L'acabat exterior és de restes de l'arrebossat original. Davant la casa hi ha diversos cossos que es corresponen amb les corts i a pocs metres en direcció nord est hi ha un colomar en estat ruïnós. A prop de la façana posterior hi ha un petit dipòsit i una cisterna que s'utilitzava per ensulfatar els ceps.

## Notícies històriques
La primera notícia que es té de la masia és a un document de 1588, on s'indica que és propietat de la família Falç de Sitges. Aleshores era coguda com a "mas Renard", si bé anteriorment era coneguda com a "mas Caçador". No serà fins al llibre d'Apeo de l'any 1847 quan es trobi anomenada com a Ca l'Escolà. Per aquell temps era propietat de Salvador Riera, de Sitges.